# サン＝マルタン＝ド＝サンゼ
サン＝マルタン＝ド＝サンゼ （Saint-Martin-de-Sanzay）は、フランス、ヌーヴェル＝アキテーヌ地域圏、ドゥー＝セーヴル県のコミューン。

## 地理
サン＝マルタン＝ド＝サンゼは県北部に位置し、メーヌ＝エ＝ロワール県と接する。モントルイユ＝ベレとは6km、トゥアールとは12km、ソミュールとは20km、アンジェとは50kmの距離である。

## 歴史
アンジューの辺境とトゥアール公領の辺境にあるコミューンで、かつての教区である。トゥアール平野の端にあり、ソミュールワインおよびアンジューワインの範囲内である。
1973年1月1日よりブリオン＝プレ＝トゥエと合併していたが、1983年2月15日より合併を解消した。

## 経済
アンジューのコミューンのテロワールとの近接さから、AOC指定されているものがいくつかある。サン＝マルタン＝ド＝サンゼは、ロゼや白のスパークリングワインがソミュールAOCの地理的な一部であり、アンジューAOCには赤白、ガメイ、ロゼ、白のスパークリングワイン、カベルネ・ダンジュー、ロゼ・ダンジュー、アンジュー・ヴィラージュが含まれる。
ソミュールに隣接する地域であるため、瓶の開口部に気泡ができない、赤白のワインがある。ソミュールワインのピュイ・ノートルダムおよびカベルネ・ド・ソミュール、アンジューワインのアンジュー・コトー・ド・ラ・ロワール、コトー・ド・ソミュール、アンジュー・ヴィラージュ・ブリサック、コトー・ド・ロバンスである。

## 人口統計
| 1962年 | 1968年 | 1975年 | 1982年 | 1990年 | 1999年 | 2008年 | 2013年 |
| ------ | ------ | ------ | ------ | ------ | ------ | ------ | ------ |
| 991    | 956    | 1366   | 1520   | 834    | 870    | 932    | 1008   |

参照元:1962年から1999年までは複数コミューンに住所登録をする者の重複分を除いたもの。それ以降は当該コミューンの人口統計によるもの。1999年までEHESS/Cassini、2004年以降INSEE。

## 史跡

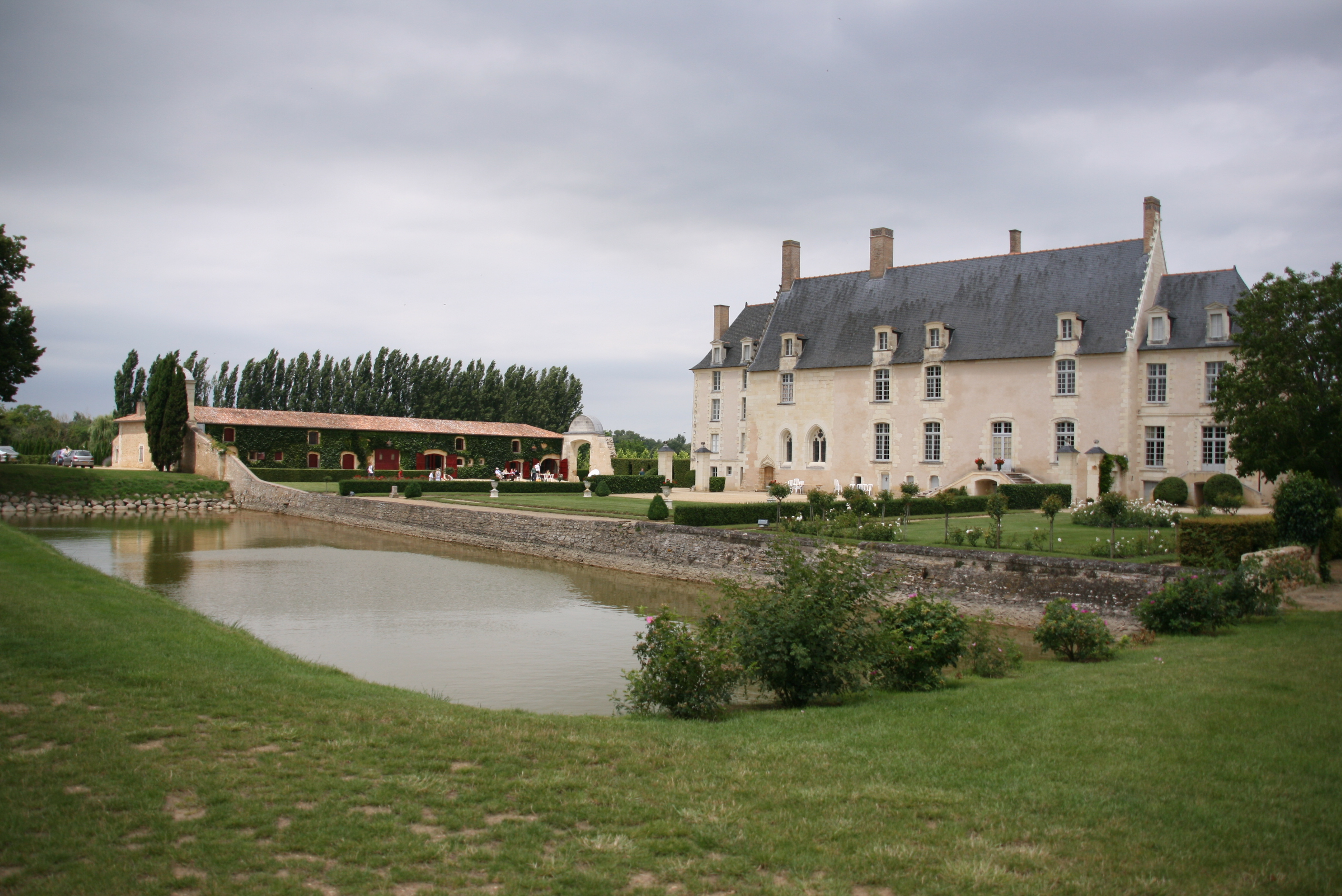
ボワ・ド・サンゼのシャトー
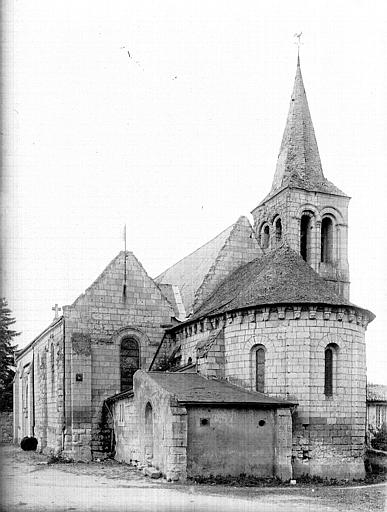
1919年に撮影されたサン・マルタン教会
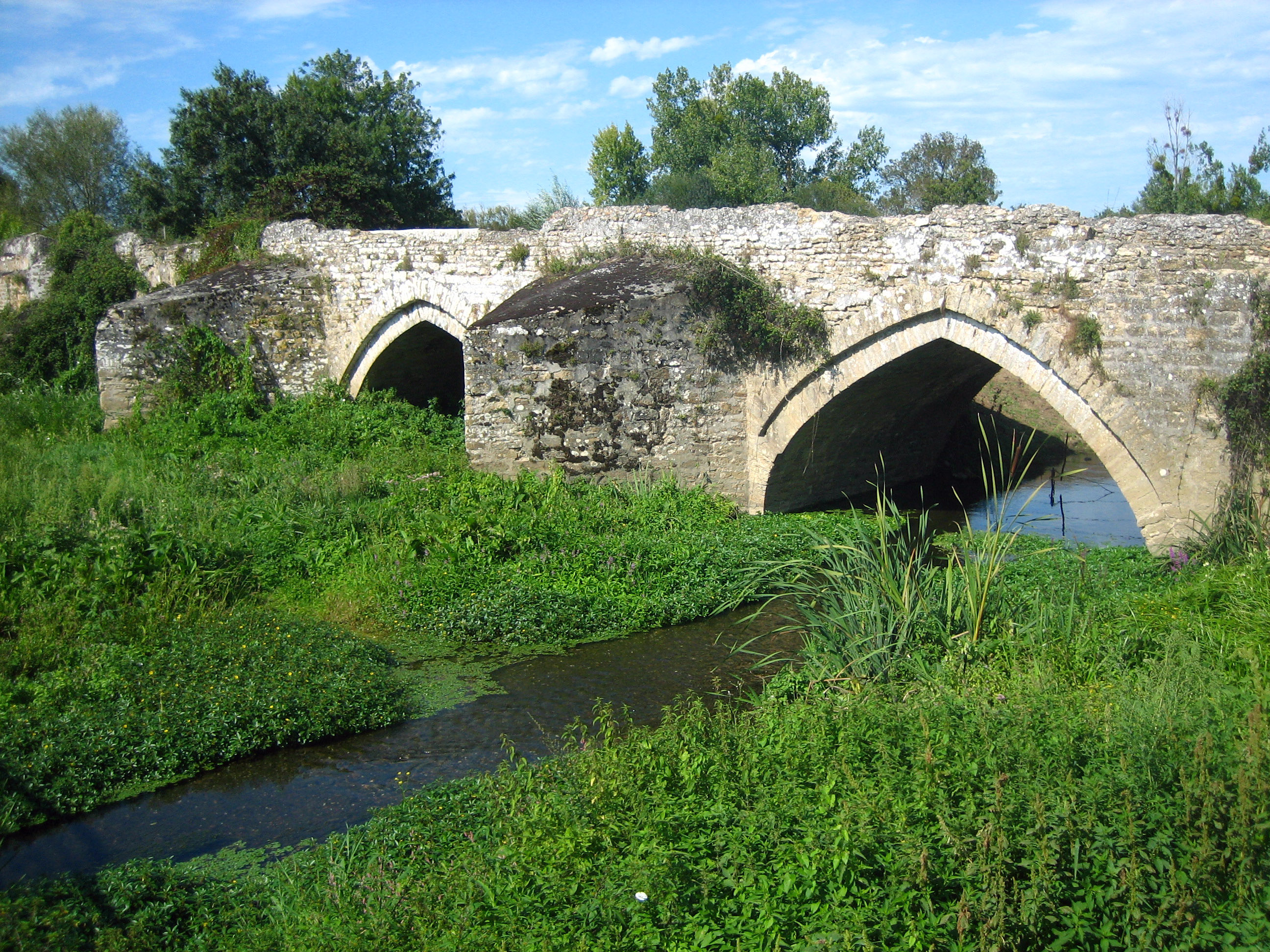
テゾン橋